# Перегудов, Виктор Михайлович
Виктор Михайлович Перегудов (род. 18 мая 1941, Челябинск) — советский хоккеист, защитник. Мастер спорта СССР (1979). Советский и российский тренер. Заслуженный тренер РСФСР (1992).

## Биография
Вслед за старшим братом Юрием вначале занимался хоккеем с мячом в секции СК ЧТЗ и футболом. В 9 лет перешёл в хоккей с шайбой. В пятом классе его выгнали из школы за плохое поведение. Выпускник «Авангарда» Челябинск, тренер Борис Перекладов. Серебряный призёр молодёжного чемпионата СССР (1958).
В 1960 году поступил техникум физической культуры (УФА), который находился под патронатом Ленинградского института физкультуры имени Лесгафта. Стал играть за команду «Стройтрест-3». Из техникума Перегудов тоже был отчислен, когда на втором курсе купил себе оружие. Через полгода был восстановлен на заочное отделение. Выступал также за СК им. Салавата Юлаева. Летом 1963 года окончил техникум и вернулся в Челябинск, где стал выступать за «Буревестник». В сезоне 1966/67 играл за «Машиностроитель» / «Таганай» Златоуст.
В 1967 году вернулся в «Трактор». Начинал на позиции нападающего, позже перешёл в защиту. В 1969 году вместе с командой вышел в 1 группу класса «А». С 1970 года выступал во второй лиге за «Строитель» Караганда, завершил карьеру в 1976 году.
В 1977 году полгода работал в Челябинске таксистом, но вскоре по просьбе директора хоккейной школы «Трактора» Виктора Столярова перешёл в тренеры. Достижения: чемпион РСФСР (1987), бронзовый призёр чемпионата СССР (1990, «Трактор-1974»), чемпион России (1996, «Трактор-1983»), серебряный призёр чемпионата России (2004, «Трактор-1986»).
Среди воспитанников — Сергей Пашнин, Алексей Емец, Андрей Мезин, Константин Татаринцев, Максим Бец, Олег Белкин, Сергей Гончар, Андрей Назаров, Георгий Гелашвили, Станислав Чистов, Кирилл Кольцов, Дмитрий Тертышный.
Награждён орденом «За заслуги перед Отечеством» второй степени (1996).
Сын Константин также хоккеист.